# 翁憲祥
翁憲祥（1554年4月25日—1617年3月10日），字兆隆，號完虛，直隸常熟縣人，明朝政治人物。

## 生平
萬曆十九年（1591年）辛卯科應天鄉試舉人。萬曆二十年（1592年）聯捷壬辰科進士。授浙江鄞縣知縣，二十二年本省同考，二十六年入為禮科給事中，三十年巡视太仓银库，本年以丁憂去官。守喪期滿，三十三年補吏科給事中，三十四年巡视太仓，本年升吏科右給事中，差充福建鄉試主考官，又差巡视京营。三十七年升户科左，四十年遷刑科都給事中。吏部尚書孫丕揚、副都御史許弘綱因考察被言官攻訐，請求去職，翁憲祥為二人辯解。不久，調吏科。四十二年擢太常寺少卿。居數年，萬曆四十五年卒。

## 家族
曾祖翁禮臨；祖父翁卿，號介石；祖母薛氏（1508年-1599年），封孺人，終年九十二；父翁拱極，贈礼科给事中。母王氏，封孺人。兄惠祥、懋祥。弟翁應祥（举人）、翁愈祥（会稽知县）。

## 延伸阅读
[在维基数据编辑]
 《明史卷二百三十四》，出自《明史》